# Beiren Group Corporation
Die Beiren Group Corporation (kurz Beiren, 北人) ist der größte Hersteller von Druckmaschinen in China. Firmensitz ist Peking. Für 2007 wird von der "Beiren Printing Machinery Holdings Ltd." (seit 1993 unter diesem Namen an der Hong Kong- und an der Shanghai - Aktienbörse) ein Umsatz von 1052,9 Millionen CNY (etwa 120 Millionen EUR), ein Gewinn von 5,2 Millionen CNY (etwa 0,6 Millionen EUR) und eine Mitarbeiterzahl von 2563 angegeben.
Die staatlich gestützte Unternehmensgruppe wurde 1952 gegründet. Es werden Bogenoffsetdruckmaschinen, Rollenoffsetdruckmaschinen und Ausrüstung für Verpackung nach dem Druckprozess hergestellt. Das Hauptprodukte sind Ein- und Zweifarben-Offsetdruckmaschinen, die Papier der Lettergröße bedrucken.
Beiren gehört zu den Top-500-Unternehmen Chinas.